# 銚期
銚 期（よう き、? - 34年）は、後漢の武将。字は次況（じきょう）。潁川郡郟県（河南省郟県）の人（『後漢書』列伝10・本伝）。光武帝の功臣であり、「雲台二十八将」の第12位に序せられる（『後漢書』列伝12）。

## 略歴
| 姓名           | 銚期 |
| 時代           | 新代 - 後漢時代 |
| 生没年         | 生年不詳 - 34年（建武10年） |
| 字・別号       | 次況（字） |
| 本貫・出身地等 | 豫州潁川郡郟県 |
| 職官           | 署賊曹掾〔更始〕→裨将〔劉秀〕 →偏将軍〔劉秀〕 →虎牙大将軍〔劉秀（後漢）〕 →魏郡太守兼行大将軍事〔後漢〕 →太中大夫兼衛尉〔後漢〕 |
| 爵位・号等     | 安成侯〔後漢〕→安成忠侯〔没後〕                                                                                                 |
| 陣営・所属等   | 光武帝（劉秀） |
| 家族・一族     | 父：銚猛 子：銚丹 |

父は桂陽太守を務めた銚猛。銚期は父の死後3年間喪に服し、郷里の人に賞賛された。
更始元年（23年）、劉秀（光武帝）が潁川父城を降した際、降将である馮異が同郷の銚期を節義ある者として推挙した。劉秀は銚期を召し出し、賊曹掾に任命して薊へ従軍させた。
更始2年（24年）、劉秀は薊を脱出して信都郡に至ると、銚期を鄧禹の属官とした。鄧禹は銚期を有能とみて、属官の内ただ独り偏将軍に任命して兵2千人を授けた。河北では王郎軍討伐に功あり、虎牙大将軍を拝命した。また銅馬と称する農民反乱集団の兵数十万と交戦し、苦戦しながらも降伏させた。さらに青犢（農民反乱集団の一つ）・赤眉軍との激戦の末、これを敗走させた。
建武元年（25年）、劉秀が即位すると銚期は安成侯に封じられ、食邑五千戸を授けられた。当時、農民反乱集団の檀郷・五楼が魏郡に入り、また劉玄の部将の卓京が魏郡の豪族を糾合して鄴城で劉秀に反攻しようとしていた。劉秀は銚期を魏郡太守とし、かつ大将軍を兼務させた。銚期は卓京や檀郷・五楼を破って魏郡に平和をもたらした。
建武5年（29年）、劉秀が魏郡に行幸し、銚期を太中大夫に任じた。洛陽へつき従い、さらに衛尉を拝命した。建武10年（34年）、逝去し、忠侯と諡された。

## 人柄・逸話

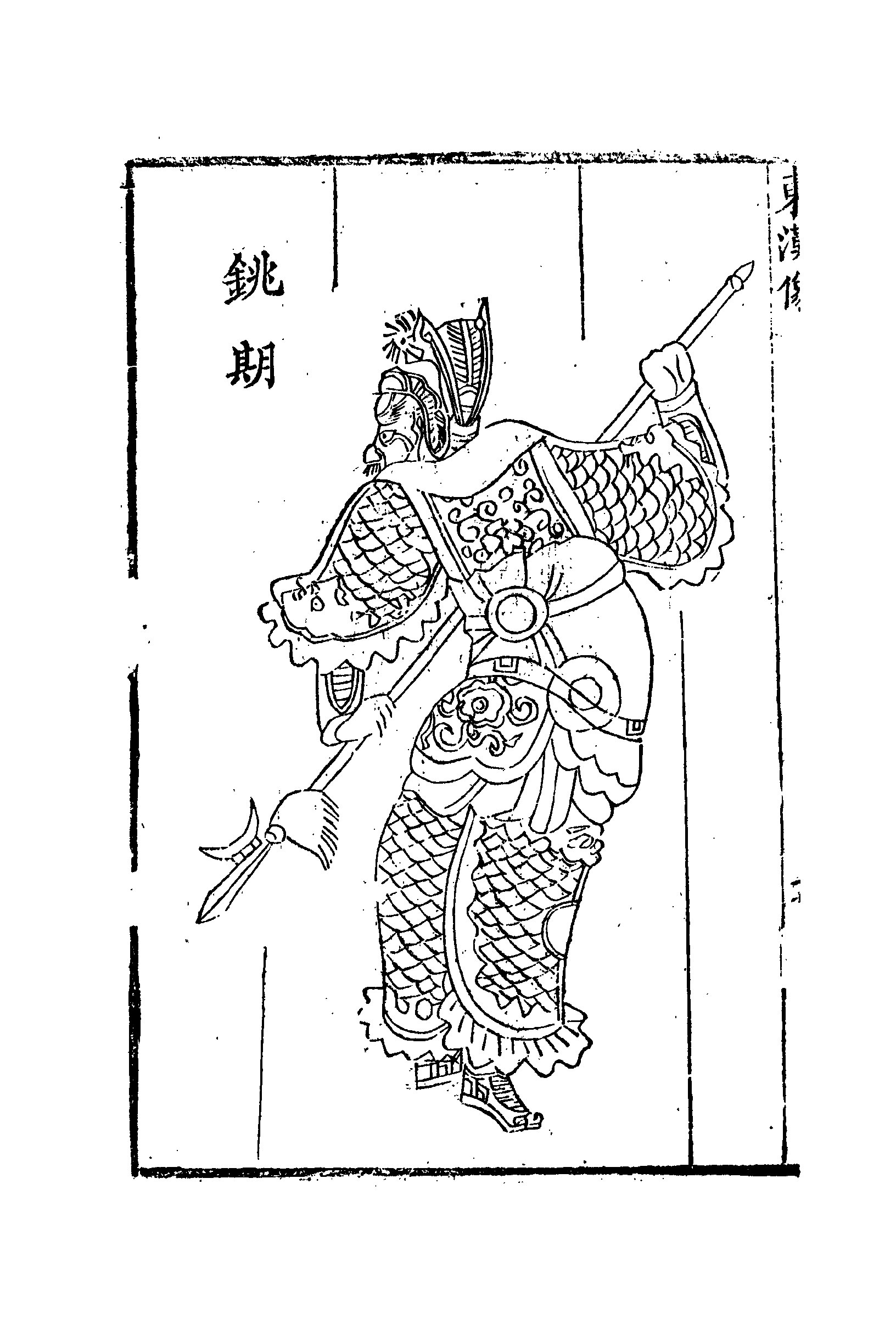
銚期

- 『後漢書』によれば、身の丈八尺二寸（190cm）、ただならぬ容貌を有し、慎み深く威厳を備えていた[1]。
- 劉秀が薊にいた頃、当地の人々が王郎の檄書に応じて挙兵した。劉秀は薊を逃れるため車駕を急がせたが、彼を発見した群集に道をふさがれて立往生した。そこで銚期は騎上で戟を振るい、目を瞋らせ「控えおろう」と大喝して道を開けさせた[1]。のちに天下の経略について劉秀に献策したところ、「この前の『控えおろう』をやりたいのか」と笑われた。「控えおろう（“蹕”）」は、天子の露払いだけが用いることを許される語句である。つまり劉秀は、銚期の献策に対して自分を天子にしたいのかと答えたわけである。
- 魏郡で叛いた豪族の李陸は、銚期の下僚・李熊の弟であった。当初、銚期はこのことを信じなかったが、数人から同じことを聞き李熊を召した。この時、李熊は自らの死罪を願い出たが銚期はこれを容れず、官に付くも賊に付くもお前次第だと言い渡した。李熊が李陸を見つけ出したところ、李陸は恥じて自害することで銚期に詫びた。銚期は嘆じて李陸を厚く葬り、李熊を旧職に戻した。これにより魏郡での銚期の人望が高まった。
- 「信義を重んじ、降城を略奪することがなかった。朝廷にあっては国を憂い主君を愛し、直諌を旨とした」と評される。軽装で微行しようとした光武帝に対し、車前で「古今の戒めとして、物事の変化は不意に生じるものと聞いております。たびたび微行してお出ましにならぬよう」と諌めて外出を止めさせたことがあった。
- 光武帝に命じられて隗囂に財物を送り届けようとした際、道中で盗まれてしまったことがある。隗囂から光武帝への使者もその仇敵に斬られ賜い物が奪われ銚期は､これを相手(隗囂)との仲がうまく行かない運命にあるのだろうと、嘆じたと云う。